# Empfindsamer Stil
L'empfindsamer Stil (in italiano stile sentimentale, sensibile o della sensibilità), o più semplicemente Empfindsamkeit (sensibilità), è uno stile compositivo sviluppatosi nel Settecento nella Germania settentrionale per esprimere sentimenti che si ritenevano veri, semplici e naturali - qualità apprezzate soprattutto dalla dottrina illuminista; si utilizza il contrasto di umori differenti in repentino cambiamento anche fra i temi, i quali incarnavano un dato sentimento in modo molto accentuato.
Questo stile si sviluppò in un'epoca dove anche in altre forme di arte veniva perseguita questa giustapposizione di sentimenti, come nello Sturm und Drang. L'empfindsamer Stil si contrapponeva pertanto alla dottrina barocca degli affetti (la cosiddetta Affektenlehre), dove in una stessa composizione si presentava invece un solo "affetto".
Gli affetti vengono espressi tramite uno stile discorsivo e rapsodico, l'utilizzo di una agogica (vedi l'uso del rubato e dell'arioso di stile operistico) e di indicazioni dinamiche con frequenti cambiamenti, e la mancanza di frasi melodiche simmetriche e frequenti modulazioni improvvise, anche dal maggiore al minore. Prende dallo stile galante l'eliminazione della componente erudita, ma ne rifiuta gli accompagnamenti in stile basso albertino, prediligendone uno più energico.
Ad esempio Carl Philipp Emanuel Bach predilesse la parte espressiva alla parte formale, utilizzando di frequente questo stile nelle sue sonate per strumenti a tastiera, quali le Sei sonate, ma è nelle libere fantasie per clavicordo, trascrizioni delle sue improvvisazioni sul clavicordo per le quali era famoso, che è evidente l'utilizzo di molte audacie armoniche e accordi dissonanti, sullo stampo dell'esecuzione dei recitativi. Utilizzarono questo stile anche:
- Gottfried August Homilius
- Wilhelm Friedemann Bach
- Nicola Porpora
- Giovanni Alberto Ristori
- Giuseppe Tartini
- Leonardo Leo
- Johann Adolph Hasse
- Carl Heinrich Graun
- Carlos Seixas
- Johann Gottlieb Graun
- Johann Joachim Quantz
- Franz Benda
- Johann Abraham Peter Schulz
- Georg Anton Benda